# العلاقات الزيمبابوية الماليزية
العلاقات الزيمبابوية الماليزية هي العلاقات الثنائية التي تجمع بين زيمبابوي وماليزيا.

## مقارنة بين البلدين
هذه مقارنة عامة ومرجعية للدولتين:
| وجه المقارنة                                              | زيمبابوي | ماليزيا       |
| --------------------------------------------------------- | --- | ------------- |
| المساحة (كم2)                                             | 390.76 ألف | 330.29 ألف    |
| عدد السكان (نسمة)                                         | 16.53 مليون | 31.62 مليون   |
| الكثافة السكانية (ن./كم²)                                 | 42.3 | 95.73         |
| العاصمة                                                   | هراري | كوالالمبور    |
| اللغة الرسمية                                             | لغة إنجليزية، اللغة الشونا، النديبيلية الشمالية ‏، لغة الشيشيوا، Barwe ‏، Kalanga language ‏، Tshwa language ‏، النداو ‏، اللغة التسونجا، لغة الإشارة الزيمبابوية ‏، اللغة السوتية، تونغا ‏، اللغة التسوانية، اللغة الفيندية، اللغة الكوسية | لغة ماليزية   |
| العملة                                                    | دولار أمريكي | رينغيت ماليزي |
| الناتج المحلي الإجمالي (بليون دولار)                      | 17.85 مليار | 314.50 مليار  |
| الناتج المحلي الإجمالي (تعادل القوة الشرائية) بليون دولار | 27.88 مليار | 817.43 مليار  |
| الناتج المحلي الإجمالي الاسمي للفرد دولار أمريكي          | 924 | 9.77 ألف      |
| الناتج المحلي الإجمالي للفرد دولار أمريكي                 | 1.79 ألف | 25.64 ألف     |
| مؤشر التنمية البشرية                                      | 0.509 | 0.779         |
| رمز المكالمات الدولي                                      | +263 | +60           |
| رمز الإنترنت                                              | .zw | .my           |
| المنطقة الزمنية                                           | ت ع م+02:00 | ت ع م+08:00   |

## منظمات دولية مشتركة
يشترك البلدان في عضوية مجموعة من المنظمات الدولية، منها:
| علم المنظمة | اسم المنظمة                               | تاريخ انضمام زيمبابوي | تاريخ انضمام ماليزيا |
| ----------- | ----------------------------------------- | --------------------- | -------------------- |
|             | مؤسسة التنمية الدولية                     | 29 سبتمبر 1980        | 24 سبتمبر 1960       |
|             | الأمم المتحدة                             | 25 أغسطس 1980         | 17 سبتمبر 1957       |
|             | منظمة التجارة العالمية                    | ?                     | ?                    |
|             | منظمة الشرطة الجنائية الدولية             | ?                     | ?                    |
|             | المركز الدولي لتسوية المنازعات الاستشارية | 19 يونيو 1994         | 14 أكتوبر 1966       |
|             | الاتحاد الدولي للاتصالات                  | 10 فبراير 1981        | 3 فبراير 1958        |
|             | الفريق المعني برصد الأرض                  | ?                     | ?                    |
|             | البنك الدولي للإنشاء والتعمير             | 29 سبتمبر 1980        | 7 مارس 1958          |
|             | الاتحاد البريدي العالمي                   | ?                     | ?                    |
|             | منظمة حظر الأسلحة الكيميائية              | ?                     | ?                    |
|             | مؤسسة التمويل الدولية                     | 29 سبتمبر 1980        | 20 مارس 1958         |
|             | وكالة ضمان الاستثمار متعدد الأطراف        | 10 أبريل 1992         | 6 ديسمبر 1991        |
|             | يونسكو                                    | 22 سبتمبر 1980        | 16 يونيو 1958        |

## وصلات خارجية
- موقع وزارة الخارجية الزيمبابوية
- موقع وزارة الخارجية الماليزية